# Malbouhans
Malbouhans ist eine französische Gemeinde mit 333 Einwohnern (Stand: 1. Januar 2022) im Département Haute-Saône in der Region Bourgogne-Franche-Comté. Die Bewohner werden Camboillots und Camboillotes genannt.

## Geographie
Malbouhans liegt auf einer Höhe von 322 m über dem Meeresspiegel, sieben Kilometer ostnordöstlich von Lure und etwa 33 Kilometer ostnordöstlich der Stadt Vesoul (Luftlinie). Das Dorf erstreckt sich im östlichen Teil des Departements, am Ostrand der Ebene von Lure, östlich der Niederung des Ognon, am Fuß der Vogesen.
Die Fläche des 7,80 km² großen Gemeindegebiets umfasst einen Abschnitt der Ebene von Lure. Die Schwemmebene am Rand der Vogesen liegt durchschnittlich auf 320 m. Die Ebene besteht aus Sand- und Kiessedimenten, die während des Pleistozäns im Vorfeld der Vogesengletscher abgelagert wurden. Entwässert wird das überwiegend landwirtschaftlich genutzte Gebiet über den Ruisseau de l'Étang de Malbouhans nach Süden zum Rahin. Im Westen hat Malbouhans Anteil an den Pistenanlagen des ehemaligen Flugplatzes Lure-Malbouhans. Das Gelände wird derzeit einer neuen Nutzung zugeführt.
Die südliche Abgrenzung verläuft in der Waldung von Le Fays mit der Anhöhe des Bémont (346 m). Nach Osten erstreckt sich das Gemeindeareal den steil ansteigenden Hang des Mont de Vannes hinauf. Auf diesem waldbedeckten Höhenrücken, der zu den südwestlichen Vorposten der Vogesen gehört, wird mit 617 m die höchste Erhebung von Malbouhans erreicht. In geologisch-tektonischer Hinsicht besteht er in den unteren Teilen aus kristallinem Grundgestein, in höheren Lagen aus Buntsandstein der unteren Trias.
Zu Malbouhans gehört die Siedlung La Verrerie (327 m) am Fuß des Mont de Vannes. Nachbargemeinden von Malbouhans sind Saint-Barthélemy im Norden, Ronchamp im Osten, La Côte im Süden sowie La Neuvelle-lès-Lure im Westen.

## Geschichte
Überreste des römischen Verkehrsweges, der von Luxeuil nach Mandeure führte, weisen auf eine sehr frühe Begehung und Besiedlung des Gebietes hin. Erstmals urkundlich erwähnt wird Malbouhans im 12. Jahrhundert unter dem Namen Malboens. Aus späterer Zeit sind die Bezeichnungen Malboans und Maboens (1187) überliefert, und seit 1279 ist die heutige Schreibweise belegt. Der Ortsname geht auf den germanischen Personennamen Madalbod zurück. Zusammen mit dem Suffix -ans bedeutet er so viel wie bei den Leuten des Madalbod.
Im Mittelalter gehörte Malbouhans zur Freigrafschaft Burgund und darin zum Gebiet des Bailliage d’Amont. Die lokale Herrschaft hatten die Herren von Faucogney inne. Zusammen mit der Franche-Comté gelangte der Ort mit dem Frieden von Nimwegen 1678 definitiv an Frankreich. Überregional bekannt wurde Malbouhans im 19. Jahrhundert dank seinen zwei Glasfabriken, die unter anderem Glas für bunte Kirchenfenster und ein halbtransparentes, porzellanähnliches Glas für Zuckerdosen und Obstschalen produzierten. Heute ist Malbouhans Mitglied des Gemeindeverbandes Communauté de communes des 1000 étangs.

## Sehenswürdigkeiten
Die Kirche Saint-Barthélemy in Malbouhans wurde im Stil der Neuromanik errichtet und 1901 eingeweiht. Sie beherbergt vergoldete Statuen von Maria und Joseph aus dem 18. Jahrhundert. Aus dem 19. Jahrhundert stammen die Gebäude der ehemaligen Glashütte La Saulnaire, die seit 1877 als Waisenhaus dienen. Daneben steht eine Kapelle.

## Bevölkerung
| Jahr                       | 1962 | 1968 | 1975 | 1982 | 1990 | 1999 | 2006 | 2018 |
| Einwohner                  | 347  | 333  | 343  | 335  | 356  | 339  | 378  | 330  |
| Quellen: Cassini und INSEE |      |      |      |      |      |      |      |      |

Mit 333 Einwohnern (1. Januar 2022) gehört Malbouhans zu den kleineren Gemeinden des Départements Haute-Saône. Nachdem die Einwohnerzahl in der ersten Hälfte des 20. Jahrhunderts deutlich abgenommen hatte (1881 wurden noch 592 Personen gezählt), wurde seit Beginn der 1980er Jahre wieder ein leichtes Bevölkerungswachstum verzeichnet.

## Wirtschaft und Infrastruktur
Malbouhans war neben der Glasindustrie bis weit ins 20. Jahrhundert hinein ein vorwiegend durch die Landwirtschaft (Ackerbau, Obstbau und Viehzucht) und die Forstwirtschaft geprägtes Dorf. Heute gibt es einige Betriebe des lokalen Kleingewerbes, vor allem in den Branchen Holzverarbeitung und Feinmechanik. In den letzten Jahrzehnten hat sich das Dorf zu einer Wohngemeinde gewandelt. Viele Erwerbstätige sind deshalb Wegpendler, die in den größeren Ortschaften der Umgebung ihrer Arbeit nachgehen.
Die Ortschaft liegt abseits der größeren Durchgangsachsen an einer Departementsstraße, die von Ronchamp nach Mélisey führt. Weitere Straßenverbindungen bestehen mit La Côte und La Neuvelle-lès-Lure.